# Conwy (county borough)
Conwy is een unitaire autoriteit in het noorden van Wales, gelegen aan de Ierse Zee en in het ceremoniële behouden graafschap Clwyd. Conwy heeft 117.000 inwoners en is qua oppervlakte (1126 km²) de grootste county borough van Wales.

## Plaatsen
- Abergele
- Betws-y-Coed
- Colwyn Bay
- Conwy (hoofdstad)
- Llandudno
- Old Colwyn
- Trefriw

Graafschappen: Anglesey · Carmarthenshire · Ceredigion · Denbighshire · Flintshire · Gwynedd · Monmouthshire · Pembrokeshire · Powys
County boroughs: Blaenau Gwent · Bridgend · Caerphilly · Conwy · Merthyr Tydfil · Neath Port Talbot · Rhondda Cynon Taf · Torfaen · Vale of Glamorgan · Wrexham
Steden: Cardiff · Newport · Swansea
Zie ook: behouden graafschappen (preserved counties) en de historische graafschappen